# 賴弘國
賴弘國（1989年5月28日－）台灣醫學美容醫生。由於外貌相似而被稱之為「醫界王陽明」。

## 背景
2020年1月，賴弘國被指於工作的醫學美容診所中偽造醫師經歷，沒有專科執照。及後解釋，指擁有合格醫師執照即可執業，並不用「專科醫師」。
2020年4月，賴弘國於社交平台上載戴上LV印花口罩的獨照，及後被揭發是手製假貨  。

## 感情生活
- 2016年，賴弘國與華航空姐，有「華航林依晨」之稱的趙筱葳(Ivy)結婚，過了半年後男方提離婚。[6]
- 2017年10月，賴弘國與香港著名女子組合Twins成員鍾欣潼公開戀情。
- 2018年5月25日，賴弘國與妻子鍾欣潼在洛杉磯舉行婚禮。及後於同年12月，於香港舉行註冊儀式並舉行婚禮宴客。出席者除了雙方親屬外，亦不乏任達華、楊丞琳、陳妍希、張敬軒等港台兩地明星藝人[7][8] [9] [10]。
- 2019年，賴弘國與妻子鍾欣潼罕有地於中國節目《真相吧！花花萬物》，展示兩人的愛巢[11]。
- 2020年5月，前妻鍾欣潼經英皇娛樂公司表示，已與賴弘國簽了分居協議，結束短短14個月的婚姻。及後，賴弘國本人於離婚消息傳出後於社交平台上載千字文，指鍾欣潼是他遇過最單純的女人；當中亦有透露，前妻鍾欣潼送他無數禮物。同時亦在文中提到自己會自費到鍾欣潼工作地點探班，又為了討前妻歡心不時安排旅行[12]。

- 2020年9月7日，前妻鍾欣潼於拍攝途中發生意外，頭部受傷入院，賴弘國向傳媒透露暫時未聯絡到對方，表示希望一切都好，早日康復就好 [13] [14][15]。

- 2022年2月13日，賴弘國與Alice結婚。
- 2022年8月10日：Alice产下儿子。

## 軼事
賴弘國與前妻鍾欣潼曾於綜藝節目上提到，婚禮相關費用全由男方負責。據悉單是於美國所舉行的婚禮已花費約5千萬台幣，賴弘國更差點因而破產；
亦有消息指，婚後賴弘國從未付過分毫家用。